# أوكسي رباعي بروميد تنغستن سداسي
 أوكسي رباعي بروميد تنغستن سداسي مركب كيميائي له الصيغة WOBr4 ، ويكون على شكل بلورات حمراء .